# والتر جاك دونكان
والتر جاك دونكان (بالإنجليزية: Walter Jack Duncan)‏ هو رسام أمريكي، ولد في 1881، وتوفي في 1941.